# Mineola (New York)
Pour les articles homonymes, voir Mineola.
Mineola est un village situé sur l'île de Long Island dans l'État de New York, aux États-Unis. Il est le siège du comté de Nassau.

## Histoire
L'île de Long Island faisait partie des terres réclamées par Henry Hudson au nom de la Compagnie des Indes orientales en 1609. Au XVIIIe siècle, les coons néerlandais et anglais défrichèrent l'île pour y établir des fermes : la portion centrale, vaste plaine herbue, était alors désignée comme les Plaines de Hempstead. En 1858, on lui donna un nom algonquin, Miniolagamika qui signifie « joli village ». Ce nom fut bien vite abrégé en « Mineola ».
De 1787 aux années 1870, le faubourg de Clowesville était le siège du comté de Queens.
Mineola n'est devenue officiellement le siège du comté de Nassau que le 13 juillet 1900, avec la pose de la première pierre du tribunal par le gouverneur Theodore Roosevelt. La cérémonie commémorant l'occupation des 2 ha de terrain au carrefour d’Old Country Road et de Franklin Avenue était présidée par Frederick Hicks, le représentant au Congrès Townsend Scudder, le colonel William Youngs, les directeurs William Jones et Edwin Willits.

## Démographie
| Groupe            | Mineola | New York | États-Unis |
| ----------------- | ------- | -------- | ---------- |
| Blancs            | 81,7    | 66,8     | 72,4       |
| Asiatiques        | 8,5     | 7,3      | 4,8        |
| Autres            | 5,3     | 7,5      | 6,4        |
| Métis             | 2,3     | 3,0      | 2,9        |
| Afro-Américains   | 2,0     | 15,9     | 12,6       |
| Amérindiens       | 0,2     | 0,6      | 0,9        |
| Total             | 100     | 100      | 100        |
|                   |         |          |            |
| Latino-Américains | 16,4    | 17,6     | 16,7       |

Selon l'American Community Survey, pour la période 2011-2015, 57,93 % de la population âgée de plus de 5 ans déclare parler l'anglais à la maison, 17,34 % déclare parler l'espagnol, 9,31 % le portugais, 2,60 % le tagalog, 1,54 % le coréen, 1,47 % l'italien, 1,37 % une langue chinoise, 1,06 % le serbo-croate, 0,99 % le grec, 0,79 % le gujarati, 0,72 % le perse, 0,50 % l'hindi et 4,38 % une autre langue.